# M/S Malmöhus

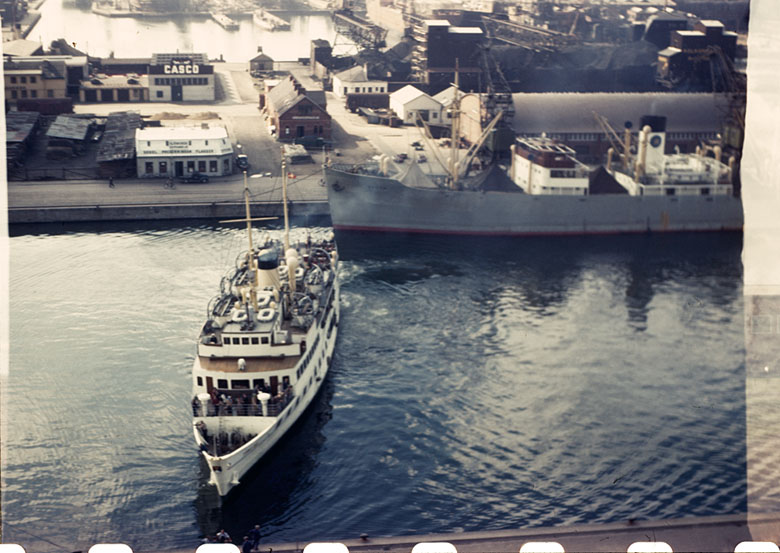
M/S Malmöhus i Frihamnen, 1949. Foto: Fredrik Bruno

M/S Malmöhus var en svensk tågfärja, byggd 1945 på Kockums Mekaniska Verkstads AB i Malmö. Konstruktör var överingenjör Kurt Söderlund. M/S Malmöhus ersatte 1945 Tågfärjan Malmö, som trafikerat rutten över Öresund sedan 1900.
M/S Malmöhus gick i passagerartrafik mellan Frihamnen i Malmö och Köpenhamn från premiärturen i oktober 1945 fram till 1974. Eftersom järnvägsvagnar bara togs ombord i aktern, vände fartyget alltid på redden innan det anlöpte hamn och backade således in till färjeläget.
Den 20 februari 1966 kolliderade M/S Malmöhus i svår dimma med ett isländskt fartyg utanför Köpenhamn. Färjan sjönk inte, men flera passagerare skadades allvarligt. 
Efter 1974 tjänstgjorde M/S Malmöhus som godsfärja i ett tiotal år, från 1976 med det vita skrovet svartmålat. Hon höggs upp i Spanien 1988.